# Michael Fairman
Michael Fairman (New York, 25 febbraio 1934) è un attore statunitense.
Dalla ex moglie, Joy Grayson, ha avuto due figli, Jeremy e Sky.

## Filmografia parziale

### Cinema
- Piovuta dal cielo (Forces of Nature), regia di Bronwen Hughes (1999)
- Thirteen Days, regia di Roger Donaldson (2000)
- Mulholland Drive, regia di David Lynch (2001)
- Dead Silence, regia di James Wan (2007)
- Art Squad - Gli artisti del furto (Righteous Thieves), regia di Anthony Nardolillo (2023)

### Televisione
- Charlie's Angels – serie TV, episodio 2x12 (1977)
- La signora in giallo (Murder, She Wrote) - serie TV, episodio 7x07 (1990)
- Seinfeld - serie TV, episodio 5x08 (1993)
- E.R. - Medici in prima linea (ER) – serie TV, 1 episodio (1994)
- Firefly - serie TV, 2 episodi (2002)
- Senza traccia (Without a Trace) - serie TV, 1 episodio (2005)
- Ghost Whisperer - Presenze (Ghost Whisperer) - serie TV, episodio 1x16 (2006)
- Bones - serie TV, episodio 9x07 (2013)
- Will Trent – serie TV, episodio 1x03 (2023)

## Doppiatori italiani
Nelle versioni in italiano delle opere in cui ha recitato, Michael Fairman è stato doppiato da:
- Sergio Graziani in Thritheen Days, Dead Silence
- Elio Zamuto in E.R. - Medici in prima linea, X-Files
- Bruno Alessandro in Crash, Art Squad - Gli artisti del furto
- Sergio Matteucci in Charlie's Angels
- Luciano De Ambrosis in La famiglia Bradford
- Adolfo Geri in Top Secret (ep. 1x03)
- Giorgio Lopez in Top Secret (ep. 4x20)
- Pietro Biondi in Bionda e pericolosa
- Gil Baroni in Piovuta dal cielo
- Valerio Ruggeri in Mulholland Drive
- Mario Milita in Cold Case - Delitti irrisolti
- Glauco Onorato in The Hard Easy
- Goffredo Matassi in Sons of Anarchy (ep. 3x05)
- Vittorio Battarra in Sons of Anarchy (ep. 3x08-09)
- Oliviero Dinelli in Bones
- Stefano Oppedisano in Will Trent